# Leptotyphlopinae
Leptotyphlopinae — підродина змій родини Стрункі сліпуни (Leptotyphlopidae). Види цієї підродини зустрічаються в Африці і Азії.

## Роди
- Epacrophis Hedges, Adalsteinsson & Branch, 2009
- Leptotyphlops Fitzinger, 1843
- Myriopholis Hedges, Adalsteinsson & Branch, 2009
- Namibiana Hedges, Adalsteinsson & Branch, 2009.